# Sveriges DX-förbund
Sveriges DX-förbund är en förening grundad 1956 för utövare av DX-ing och världsradiolyssning, samt verkar sammanhållande för ett antal lokala radioklubbar i Sverige.
I samband med föreningens årsmöte äger det så kallade DX-parlamentet rum, ett forum för diskussioner och informationsutbyte mellan styrelse/funktionärer och medlemmar/klubbar. 
Förbundet har från 1959 till 2012 givit ut tidningen Eter-Aktuellt (EA). Från och med 2013 är tidningen Eter-Aktuellt ersatt av DX-Aktuellt. DX-Aktuellt ges ut sex gånger per år tillsammans med Dansk DX Lytter Klub i  Danmark.

### Webbkällor
- "Förbundshistorik" från Sveriges DX-förbund